# Division 1 Féminine 2019-2020
La Division 1 Féminine 2019-2020, nota anche come D1 Arkema féminine 2019-2020 per ragioni di sponsorizzazione, è stata la 46ª edizione della massima divisione del campionato francese femminile di calcio. Il campionato è iniziato il 24 agosto 2019 e si sarebbe dovuto concludere il 30 maggio 2020.
Dopo 16 giornate di campionato disputate la stagione è stata sospesa il 13 marzo 2020 a causa della pandemia di COVID-19 che ha colpito la Francia a partire dal mese di febbraio, per poi essere definitivamente sospesa il 28 aprile 2020. Le regole per la gestione sportiva della competizione, così come le squadre che rappresenteranno la federazione francese alla UEFA Women's Champions League 2020-2021, sono state annunciate successivamente.
L'Olympique Lione è stato dichiarato campione di Francia, vincendo così il campionato per il 14º anno consecutivo. I due posti per la partecipazione alla UEFA Women's Champions League 2020-2021 sono stati assegnati all'Olympique Lione e al Paris Saint-Germain, mentre l'Olympique Marsiglia e il Metz sono stati retrocessi in Division 2 Féminine.

## Stagione

### Novità
Dalla Division 1 Féminine 2018-2019 sono stati retrocessi in Division 2 Féminine il Lilla e il Rodez. Dalla Division 2 Féminine sono stati promossi lo Stade Reims e l'Olympique Marsiglia.

### Formato
Le 12 squadre si affrontano in un girone all'italiana con partite di andata e ritorno, per un totale di 22 giornate. La squadra prima classificata è campione di Francia, mentre le ultime due classificate retrocedono in Division 2. Le prime due classificate sono ammesse all'edizione 2020-2021 della UEFA Women's Champions League.

### Avvenimenti
Dopo la sedicesima giornata, disputata il 22 febbraio 2020, il campionato di Division 1 prevedeva una sosta di due settimane per lasciare spazio alla partecipazione della nazionale francese alla prima edizione del Tournoi de France, previsto dal 4 al 10 marzo 2020. Il 13 marzo 2020, a seguito dell'acuirsi della pandemia di COVID-19 in Francia, la federazione francese annunciò la sospensione di tutte le competizioni calcistiche fino a nuova comunicazione, inclusa la Division 1 che sarebbe dovuta riprendere il 15 marzo con la disputa della diciassettesima giornata. Il 28 aprile successivo il primo ministro francese Édouard Philippe annunciò che le attività sportive sarebbero rimaste vietate fino a settembre 2020; lo stesso giorno la federazione francese, prendendo atto delle decisioni del governo francese, annunciò la sospensione definitiva del campionato di Division 1 Féminine, rimandando a successive comunicazioni le regole di gestione sportiva della stagione.

## Squadre partecipanti
| Club                | Stagione | Città          | Stadio                      | Stagione precedente     |
| ------------------- | -------- | -------------- | --------------------------- | ----------------------- |
| Bordeaux            | dettagli | Bordeaux       | Stadio Robert-Monseau       | 4º posto in Division 1  |
| Digione             | dettagli | Digione        | Stadio des Poussots         | 8º posto in Division 1  |
| Fleury              | dettagli | Fleury-Mérogis | Stadio Auguste Gentelet     | 9º posto in Division 1  |
| Guingamp            | dettagli | Guingamp       | Stadio Fred Aubert          | 7º posto in Division 1  |
| Metz                | dettagli | Metz           | Stadio Dezavelle            | 10º posto in Division 1 |
| Montpellier         | dettagli | Montpellier    | Stadio Jules Rimet          | 3º posto in Division 1  |
| Olympique Lione     | dettagli | Lione          | Groupama OL Training Center | Campione di Francia     |
| Olympique Marsiglia | dettagli | Marsiglia      | Stadio Paul Le Cesne        | 2º posto in Division 2  |
| Paris FC            | dettagli | Parigi         | Stadio Robert Bobin         | 5º posto in Division 1  |
| Paris Saint-Germain | dettagli | Parigi         | Stadio Jean Bouin           | 2º posto in Division 1  |
| Soyaux              | dettagli | Soyaux         | Stadio Léo Lagrange         | 6º posto in Division 1  |
| Stade Reims         | dettagli | Reims          | Stadio Louis Blériot        | 1º posto in Division 2  |

## Classifica finale
|  | Pos. | Squadra             | Pt | G  | V  | N | P  | GF | GS | DR  |
|  | ---- | ------------------- | -- | -- | -- | - | -- | -- | -- | --- |
|  | 1.   | Olympique Lione     | 44 | 16 | 14 | 2 | 0  | 67 | 4  | +63 |
|  | 2.   | Paris Saint-Germain | 41 | 16 | 13 | 2 | 1  | 60 | 7  | +53 |
|  | 3.   | Bordeaux            | 37 | 16 | 12 | 1 | 3  | 36 | 12 | +24 |
|  | 4.   | Montpellier         | 30 | 16 | 9  | 3 | 4  | 39 | 18 | +21 |
|  | 5.   | Paris FC            | 24 | 16 | 7  | 3 | 6  | 21 | 26 | -5  |
|  | 6.   | Guingamp            | 23 | 16 | 6  | 5 | 5  | 20 | 21 | -1  |
|  | 7.   | Fleury              | 20 | 16 | 6  | 2 | 8  | 18 | 30 | -12 |
|  | 8.   | Stade Reims         | 15 | 16 | 4  | 3 | 9  | 13 | 32 | -19 |
|  | 9.   | Digione             | 14 | 16 | 3  | 5 | 8  | 10 | 32 | -22 |
|  | 10.  | Soyaux (-3)         | 13 | 16 | 4  | 4 | 8  | 15 | 30 | -15 |
|  | 11.  | Olympique Marsiglia | 6  | 16 | 2  | 0 | 14 | 12 | 62 | -50 |
|  | 12.  | Metz                | 2  | 16 | 0  | 2 | 14 | 7  | 44 | -37 |

Legenda:
      Campione di Francia e ammessa alla UEFA Women's Champions League 2020-2021.
      Ammessa alla UEFA Women's Champions League 2020-2021.
      Retrocessa in Division 2.
Note:
Tre punti a vittoria, uno a pareggio, zero a sconfitta.
Il Soyaux ha scontato 3 punti di penalizzazione.

## Risultati

### Tabellone
Le partite indicate con "nd" non sono state disputate perché il campionato è stato definitivamente sospeso dopo la disputa della sedicesima giornata di campionato.
|                     | Bor  | Dig  | Fle  | Gui  | Met  | Mon  | OLi  | OMa  | PFC  | PSG  | Soy  | StR  |
| ------------------- | ---- | ---- | ---- | ---- | ---- | ---- | ---- | ---- | ---- | ---- | ---- | ---- |
| Bordeaux            | –––– | 1-0  | 4-1  | 1-2  | nd   | 1-0  | 0-0  | 3-0  | nd   | nd   | 4-1  | 2-0  |
| Digione             | 0-3  | –––– | nd   | nd   | 2-1  | nd   | 0-0  | 1-0  | 0-4  | nd   | 1-4  | 1-1  |
| Fleury              | 0-2  | 1-1  | –––– | 0-2  | nd   | 1-3  | nd   | 4-1  | 2-3  | 0-2  | 1-1  | nd   |
| Guingamp            | nd   | 1-1  | 0-1  | –––– | 2-0  | nd   | 1-5  | 3-1  | 2-0  | 1-4  | 1-3  | 1-1  |
| Metz                | 0-4  | 1-2  | 0-2  | 0-0  | –––– | 0-3  | nd   | nd   | nd   | 1-6  | 0-2  | 0-1  |
| Montpellier         | nd   | 6-0  | 3-0  | 1-1  | 3-0  | –––– | 0-3  | nd   | 1-2  | nd   | nd   | 2-0  |
| Olympique Lione     | 4-0  | 2-0  | 6-0  | nd   | 6-0  | 5-0  | –––– | 6-0  | 4-0  | 1-0  | nd   | 5-0  |
| Olympique Marsiglia | 1-4  | nd   | 2-3  | 2-1  | 3-1  | 0-3  | 0-8  | –––– | nd   | 0-5  | 1-3  | 0-3  |
| Paris FC            | 0-3  | 3-1  | nd   | nd   | 2-2  | 2-5  | nd   | 3-1  | –––– | 0-3  | 1-0  | 0-0  |
| Paris SG            | 3-0  | 4-0  | nd   | 1-1  | 5-1  | 1-1  | nd   | 11-0 | 2-0  | –––– | 7-0  | nd   |
| Soyaux              | 0-4  | 0-0  | 0-1  | nd   | nd   | 1-1  | 0-4  | nd   | 0-0  | 0-3  | –––– | 0-1  |
| Stade Reims         | nd   | nd   | 0-1  | 0-1  | 1-0  | 1-7  | 3-8  | nd   | 0-1  | 1-3  | nd   | –––– |

## Statistiche

### Classifica marcatrici
Fonte:.
| Gol |  |  | Giocatore               | Squadra             |
| --- |  |  | ----------------------- | ------------------- |
| 16  |  |  | Marie-Antoinette Katoto | Paris Saint-Germain |
| 14  |  |  | Ada Hegerberg           | Olympique Lione     |
| 12  |  |  | Viviane Asseyi          | Bordeaux            |
| 12  |  |  | Kadidiatou Diani        | Paris Saint-Germain |
| 10  |  |  | Dzsenifer Marozsán      | Olympique Lione     |
| 10  |  |  | Khadija Shaw            | Bordeaux            |
| 9   |  |  | Lena Petermann          | Montpellier         |
| 8   |  |  | Valérie Gauvin          | Montpellier         |
| 8   |  |  | Nadia Nadim             | Paris Saint-Germain |
| 8   |  |  | Nikita Parris           | Olympique Lione     |
| 7   |  |  | Wendie Renard           | Olympique Lione     |
| 6   |  |  | Sarah Cambot            | Soyaux              |
| 6   |  |  | Grace Geyoro            | Paris Saint-Germain |
| 6   |  |  | Desire Oparanozie       | Guingamp            |